# Call Me Karizma
Call Me Karizma, właściwie Morgan Francis Parriott (ur. 28 kwietnia 1995 w New Prague, Minnesota) – amerykański piosenkarz, autor tekstów i raper, tworzący muzykę oscylującą w gatunkach hip-hop, rap, pop, rock i punk.
Karierę muzyczną rozpoczął w 2015 roku, występując w trasie koncertowej z raperami Mod Sunem i Blackbearem. W 2016 roku wydał swój debiutancki album Uninvited. W 2018 roku podpisał kontrakt z wytwórnią Arista Records, pod której szyldem wydał EP-kę The Gloomy Tapes, Vol. 1, a rok później Vol. 2. W 2020 roku artysta zakończył współpracę z Arista Records i opublikował swój drugi album studyjny To Hell With Hollywood.

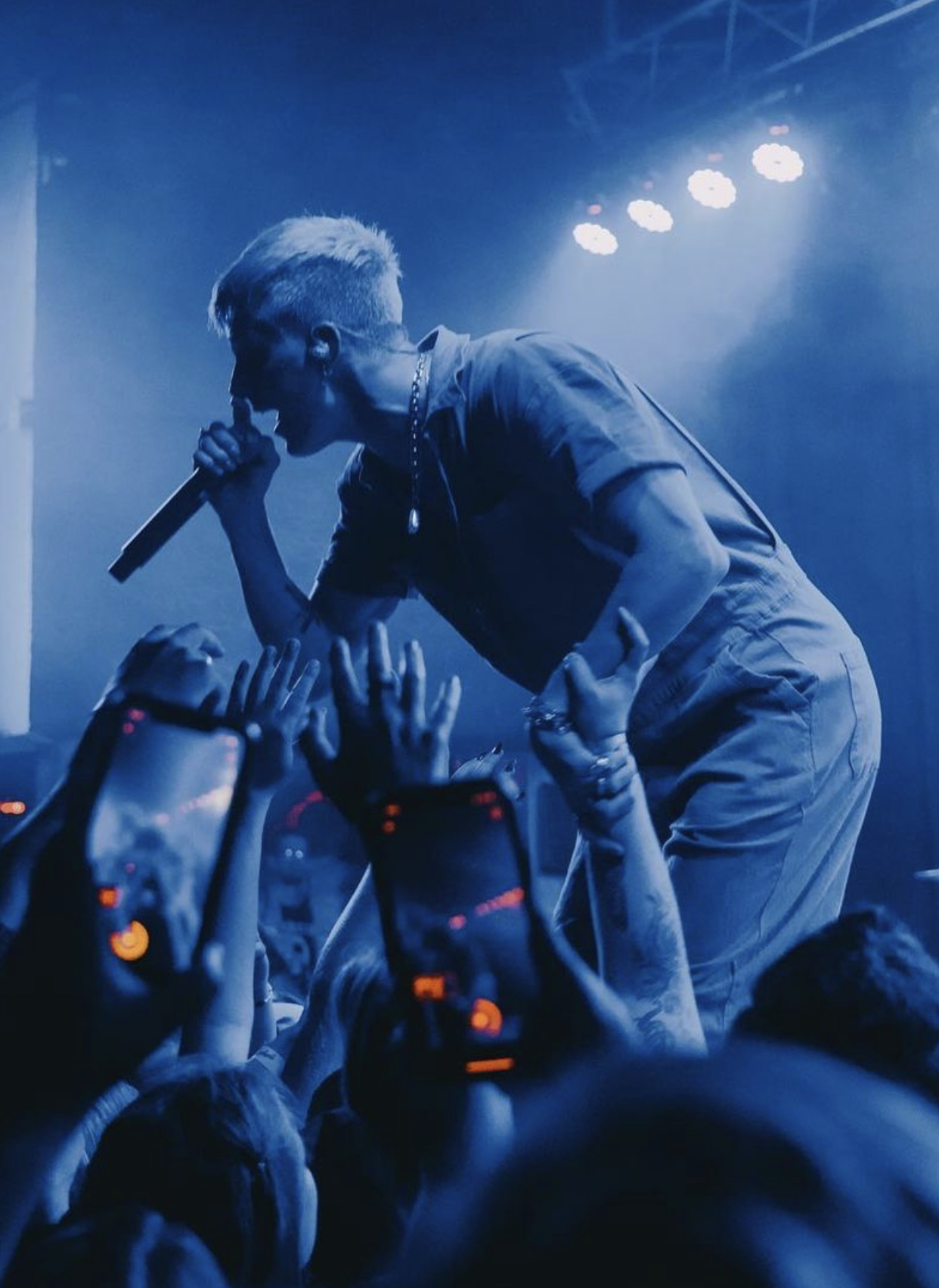
Call Me Karizma podczas koncertu w Denver w październiku 2021 roku.

## Życiorys i kariera
Morgan Francis Parriott urodził się 28 kwietnia 1995 roku w New Prague, w stanie Minnesota, w Stanach Zjednoczonych. Już w wieku 12 lat zaczął pisać swoje pierwsze piosenki, co zapoczątkowało jego zainteresowanie muzyką.
Morgan Parriott w lutym 2015 roku, będąc studentem drugiego roku, wziął udział w 35 koncertach trasy koncertowej z amerykańskimi raperami Mod Sunem i Blackbearem, co było efektem próśb fanów skierowanych do tych artystów na Twitterze. W 2016 roku Parriott wydał swój debiutancki album Uninvited. Latem 2018 roku ukazała się jego pierwsza EP-ka The Gloomy Tapes, Vol. 1, będąca częścią trzyczęściowej serii The Gloomy Tapes. W 2018 roku Parriott podpisał kontrakt z wytwórnią Arista Records. 30 listopada 2018 roku wydał singiel „Serotonin”, który poruszał tematykę zdrowia psychicznego, depresji i lęku. Była to jego pierwsza piosenka wydana we współpracy z Arista. W listopadzie 2018 roku wydał także utwór „God Damnit” we współpracy z amerykańskim DJ-em Illenium. Pod szyldem Arista Records w lutym 2019 roku ukazała się jego kolejna EP-ka The Gloomy Tapes, Vol. 2. Główny singiel z tego wydawnictwa, „Monster (under my bed)”, został wykorzystany w siódmym odcinku drugiego sezonu serialu Noc Oczyszczenia. Według Billboard piosenka osiągnęła 33. miejsce na liście Mainstream Rock Airplay 30 marca 2019 roku. Parriott zakończył współpracę z Arista Records w marcu 2020 roku. W swojej karierze otwierał koncerty Wiza Khalify i współpracował z producentem Davidem Pramikiem. Do 2018 roku odbył cztery trasy koncertowe po Stanach Zjednoczonych. W lipcu 2021 roku Parriott podpisał kontrakt z Thriller Records, nową wytwórnią założoną przez Boba Beckera, który wcześniej stworzył Fearless Records. Pod koniec tego samego roku wyruszył w kolejną trasę koncertową po Stanach Zjednoczonych, promując nową EP-kę zatytułowaną Bleached Serpent.
Jego muzyka opisywana jest między innymi jako pop, post-pop, hip-hop oraz punk. Jest uznawany za piosenkarza, autora tekstów oraz rapera. Według Substream Magazine cieszy się dużą popularnością w Niemczech, Rosji i na Ukrainie.

## Dyskografia

### Albumy
- Uninvited (2016)[11]
- To Hell With Hollywood (2020)[12][13]
- Francis (2022)[14][15]

### EP
- The Gloomy Tapes, Vol. 1 (2018)[16][17]
- The Gloomy Tapes, Vol. 2 (2019)[18][19]
- Bleached Serpent (Sept 24, 2021)[20][21]

### Single
| Rok  | Tytuł                    | Album/Ep                 | Pozycja na liście przebojów |
| Rok  | Tytuł                    | Album/Ep                 | Mainstream Rock Songs       |
| ---- | ------------------------ | ------------------------ | --------------------------- |
| 2019 | „Monster (Under My Bed)” | The Gloomy Tapes, Vol. 2 | 33                          |
| 2024 | „Madhouse”               | The Gloomy Tapes, Vol. 3 | 40                          |

### Występy gościnne
- „Black Magic” (The Ready Set, 2018)[23][24]
- „God Damnit” (Illenium, 2018)[25]
- „Untouchable” (Futuristic, 2019)[26]
- „Hello My Loneliness” (Delaney Jane, 2019)[27]
- „F**k Up” (Gabriel Black, 2019)[28]
- „Part of Me” (Tri dnya dozhdya, 2021)[29]
- „ob-la-di, ob-la-die” (Stain The Canvas, 2022)[30]
- „Kryptonite” (Tri dnya dozhdya, 2023)[31]
- „Poison” (Wildways, 2024)[32]
- „Rather be Dead” (DSPRITE, 2024)[33]